# Ataka (politická strana)

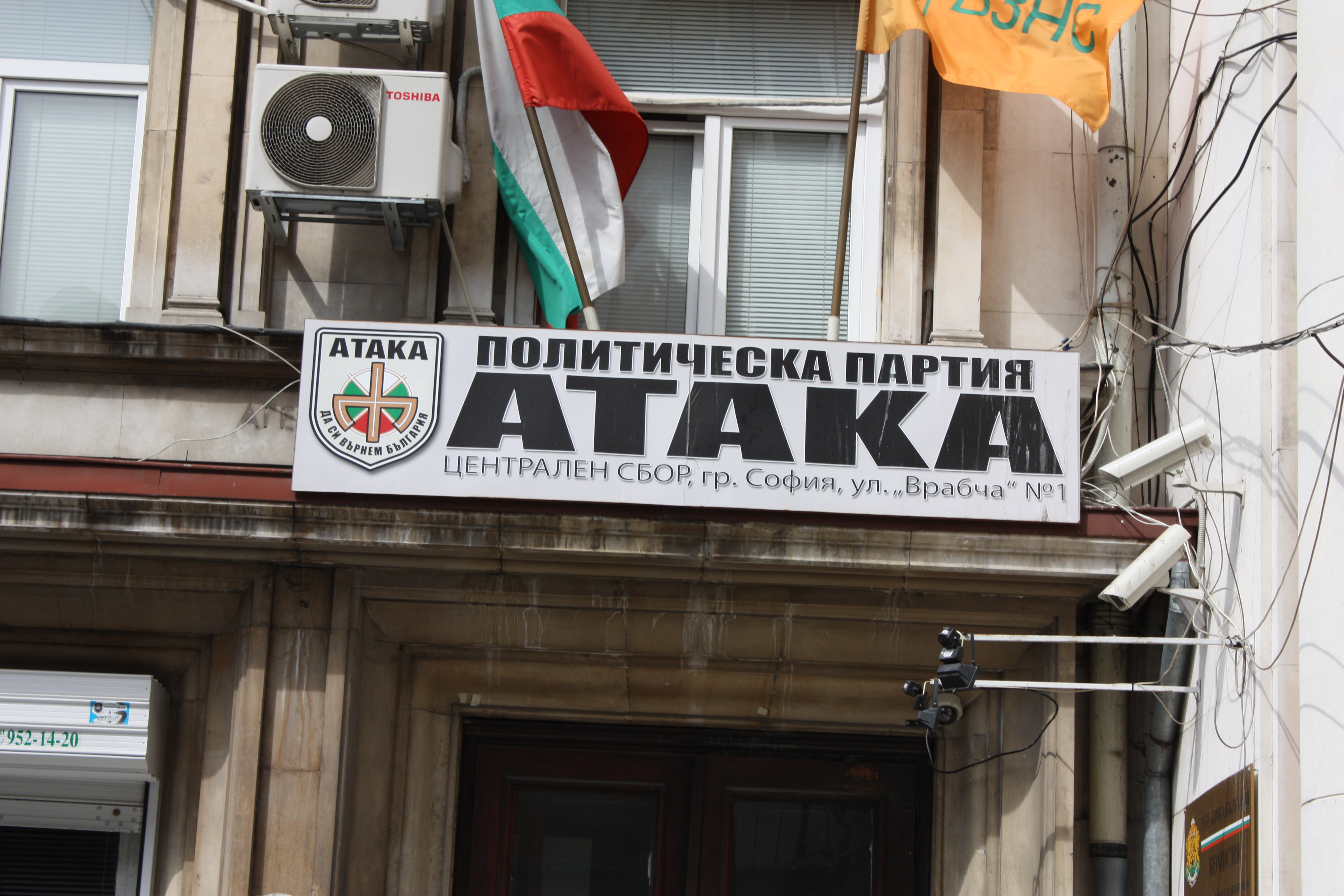
Kancelář ATAKY v Sofii (Bulharsko)

Ataka (bulharsky Национално обеднение „Атака“) je krajně pravicová nacionalistická politická strana v Bulharsku. Byla založena před bulharskými parlamentními volbami v roce 2005 Volenem Siderovem. V parlamentních volbách v Bulharsku v roce 2009 získala celkem 9,4% hlasů a celkem 21 z 240 poslaneckých mandátů. Ve volbách do Evropského parlamentu v roce 2009 získala celkem 12% hlasů a dva poslanecké mandáty.

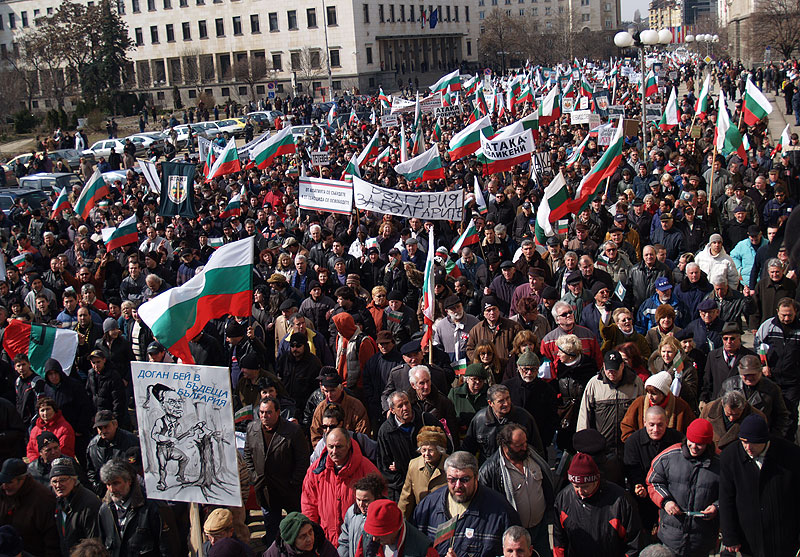
Manifestace Útoku 3. března 2006 v Sofii